# Hektor Malot
Hector Malot (ur. 20 maja 1830, zm. 17 lipca 1907) – francuski pisarz.
Urodził się w La Bouille. Studiował prawo na uniwersytecie w Paryżu. Później pracował jako krytyk teatralny dla „Lloyd Francais” oraz krytyk literacki dla „L'Opinion Nationale” i to właśnie literatura stała się ostatecznie jego życiową pasją.
W 1859 roku została opublikowana jego pierwsza książka – Les Amants. W sumie Malot napisał ponad 70 książek. Jego najsłynniejszym dziełem jest Sans Famille (1878). Opowiada ono o losach młodego, osieroconego chłopca imieniem Remi. Książka zasłynęła jako powieść przeznaczona dla dzieci, choć autor nie miał tego w zamyśle.
W 1895 roku ogłosił swoją emeryturę jako autor fikcji, ale w 1896 wrócił z powieścią L'amour Dominateur i będącą relacją jego literackiego życia Le Roman de mes Romans (Powieść moich Powieści).

## Twórczość
- Victimes d'Amour (trylogia)
- Les Amants (1859)
- Les Epoux (1865)
- Les Enfants (1869)
- Les Amours de Jacques (1860)
- Un beau-frère (1869)
- Une belle-mère (1869)
- Les Adventures de Romain Kalbris (1869)
- Une Bonne affaire (1870)
- Mme Obernin (1870)
- Un Cure de Province (1872)
- Un Mariage sons le Second Empire (1873)
- L'Auberge du Monde (1875–1876, 4 tomy)
- Les Batailles du Mariage (1877, 3 tomy)
- Cara (1877)
- Sans famille (1878)
- Le Docteur Claude (1879)
- Le Boheme Tapageuse (1880, 3 tomy)
- Pompon, and Une Femme d'Argent (1881)
- La Petite Soeur (1882)
- Les Millions Honteux (1882)
- Les Besogneux (1883)
- Paulette (1883)
- Marichette, and Micheline (1884)
- Le Lieutenant Bonnet (1885)
- Sang Bleu (1885)
- Baccara (1886)
- Zyte (1886)
- Viceo Francis, Seduction, and Ghislaine (1887)
- Mondaine (1888)
- Mariage Riche, and Justice (1889)
- La Mere (1890)
- Anie (1891)
- Complices (1892)
- Conscience (1893)
- En Famille (1893)
- Amours de Jeunes et Amours de Vieux (1894)
- L'amour Dominateur (1896)
- Le Roman de mes Romans (1896)
- Pages choisies (1898)